# Poblat ibèric del Turó de Céllecs
El Poblat ibèric del Turó de Céllecs es troba al Parc de la Serralada Litoral, concretament a Òrrius (el Maresme), inclòs a l'Inventari del Patrimoni Arqueològic i Paleontològic de Catalunya.
Està situat al cim del Turó de Céllecs, del qual pren el nom.

## Descripció

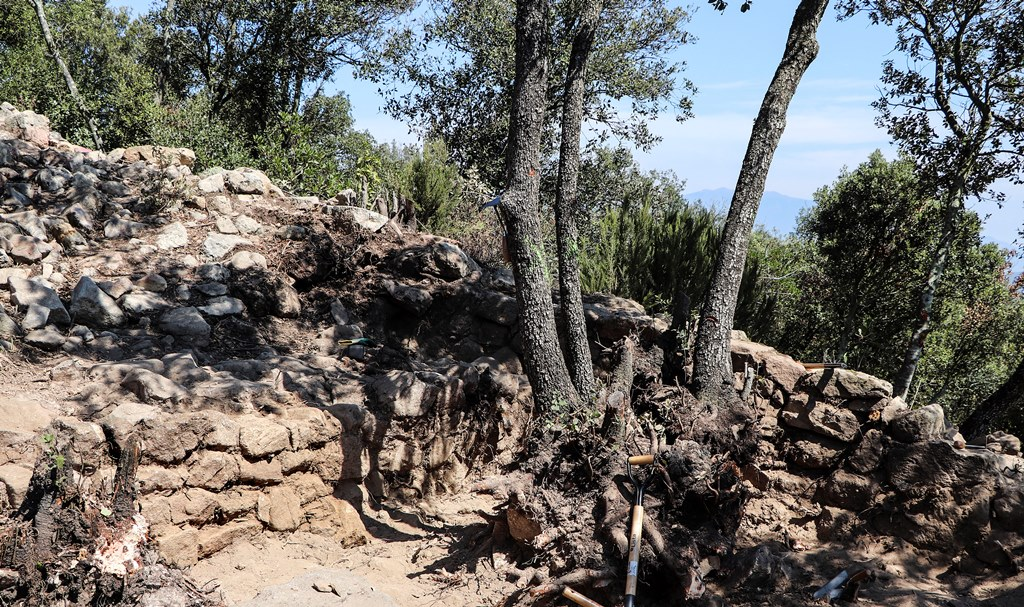
Poblat ibèric del Turó de Céllecs

Amb una superfície aproximada de 4 Ha, era un dels poblats més importants del Vallès Oriental. Només s'hi han fet dues petites campanyes d'excavació als anys 70 i 80, i encara és un gran desconegut (alguns arqueòlegs consideren que va ésser més important que el poblat ibèric de Burriac de Cabrera de Mar). Tenia una muralla d'una amplada mitjana d'un metre que envoltava tot el recinte, torres de planta quadrangular (se'n conserven restes d'una) i gran quantitat d'estructures d'habitatge. La primera ocupació seria del Bronze Final cap al segle vii aC i la muralla es va aixecar entre finals del segle iii aC i principis del segle ii aC (aquesta és l'època de les lluites entre romans i cartaginesos pel domini de la península Ibèrica). Sembla que el poblat es va expandir durant la primera meitat del segle ii aC, indicant això que no va ésser destruït per les campanyes del cònsol Cató i que va conviure amb el món romà fins que poc després fou abandonat.
No és fàcil de visitar: tot i que hi ha un corriol senyalitzat com a PR que ens hi acosta i hi dona un petit tomb, la majoria d'elements estan escampats per un bosc difícil de transitar. Navegant amb paciència entre els esbarzers podrem localitzar gran quantitat d'estances, restes de muralla i sitges.
Per a qui no en vulgui sortir esgarrapat, localitzar el primer conjunt de restes pot ésser suficient. Tot pujant pel PR anirem trobant muntets de pedres i diferents alineacions de material constructiu. De sobte, el corriol de terra s'acaba i hem de passar per damunt d'un considerable escampall de pedres. En aquest punt, a la nostra dreta i en un nivell més baix, podem trobar restes d'estances i muralla. Pertany a la Ruta Prehistòrica del Vallès.

## Accés
És ubicat a Òrrius: situats a Sant Bartomeu de Cabanyes, pugem per la pista que surt en direcció oest i enllaça els tres turons de la zona. Just quan som just a sota del Turó de Céllecs, la pista fa un suau revolt a l'esquerra. En aquest punt surt un corriol en direcció est (senyalitzat com a PR) que puja al poblat. Coordenades: x=444934 y=4600971 z=532.